# Ghanta Ghar (Multan)
Ghanta Ghar Multan ou Clock Tower Multan (en ourdou : گھنٹہ گھر) est le siège du gouvernement de la ville de Multan dans la province du Penjab au Pakistan.

## Histoire
La Ghanta Ghar a été construite en 1884 durant le Raj britannique après l'adoption d'une loi municipale de 1883, les Britanniques ayant besoin de bureaux pour diriger la ville. Les travaux ont commencé le 12 février 1884 et il a fallu quatre ans pour construire entièrement le bâtiment. Il est établi sur les ruines d'une Havelî d'Ahmad Khan Sadozai qui a été complètement détruite pendant le siège de Multan (1848). 
Le hall et le bâtiment ont été nommés « Ripon Hall and Ripon Building » en hommage au marquis de Ripon, alors gouverneur général des Indes et la tour de l'horloge « Northbrook Tower » d'après le comte Northbrook, vice-roi de l'Inde de 1872à 1876.
L'ensemble a été achevé en 1888. Le hall est renommé « Jinnah Hall » après l'indépendance du Pakistan en 1947 et est utilisé pour des réunions de bureau, des programmes culturels et l'accueil de publics.
En 1985, les trois horloges cessent de fonctionner. Elles sont réparées le 27 octobre 2011 par l'entremise de l'entreprise horlogère Rado.

## Galerie

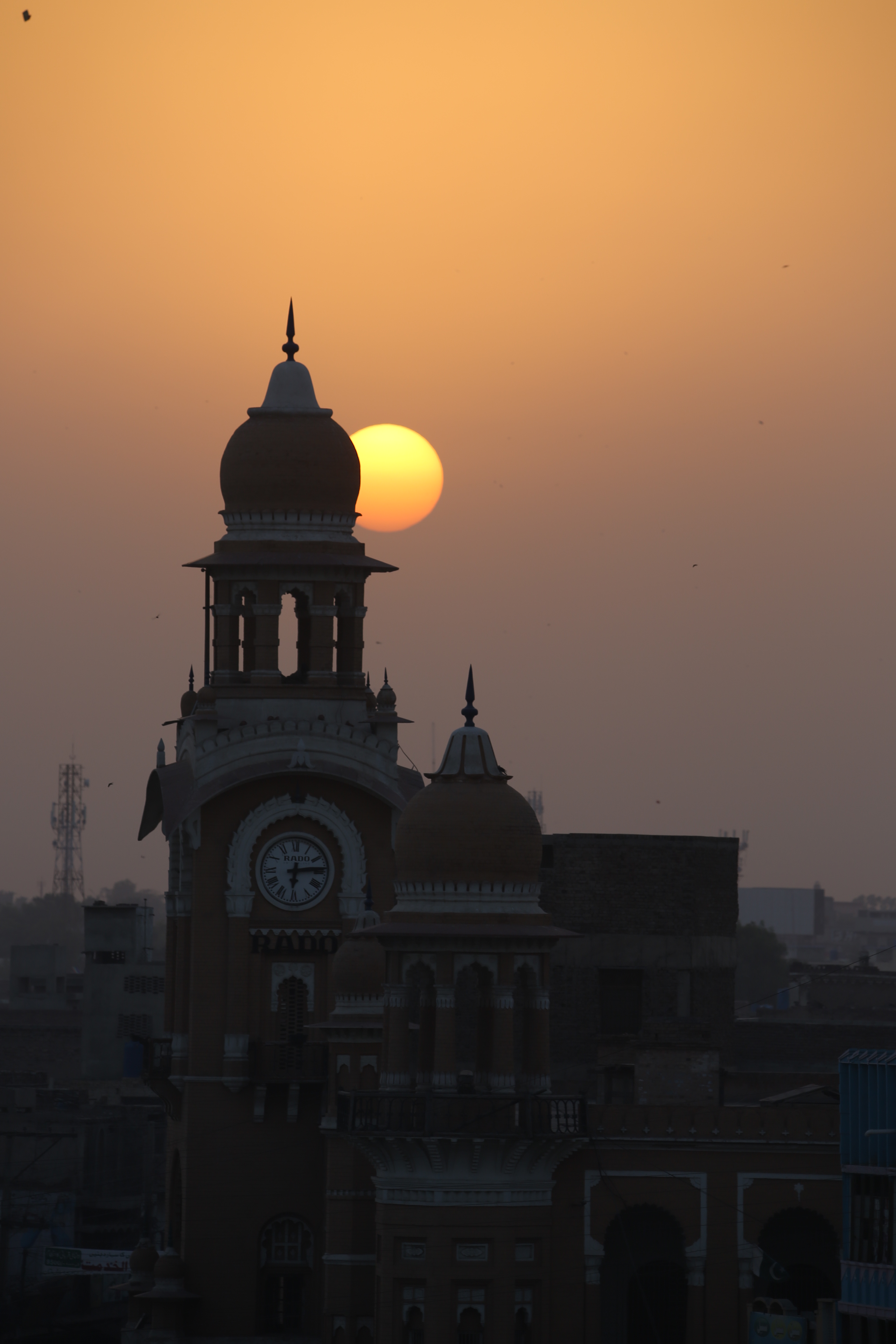
Vue à la tombée de la nuit
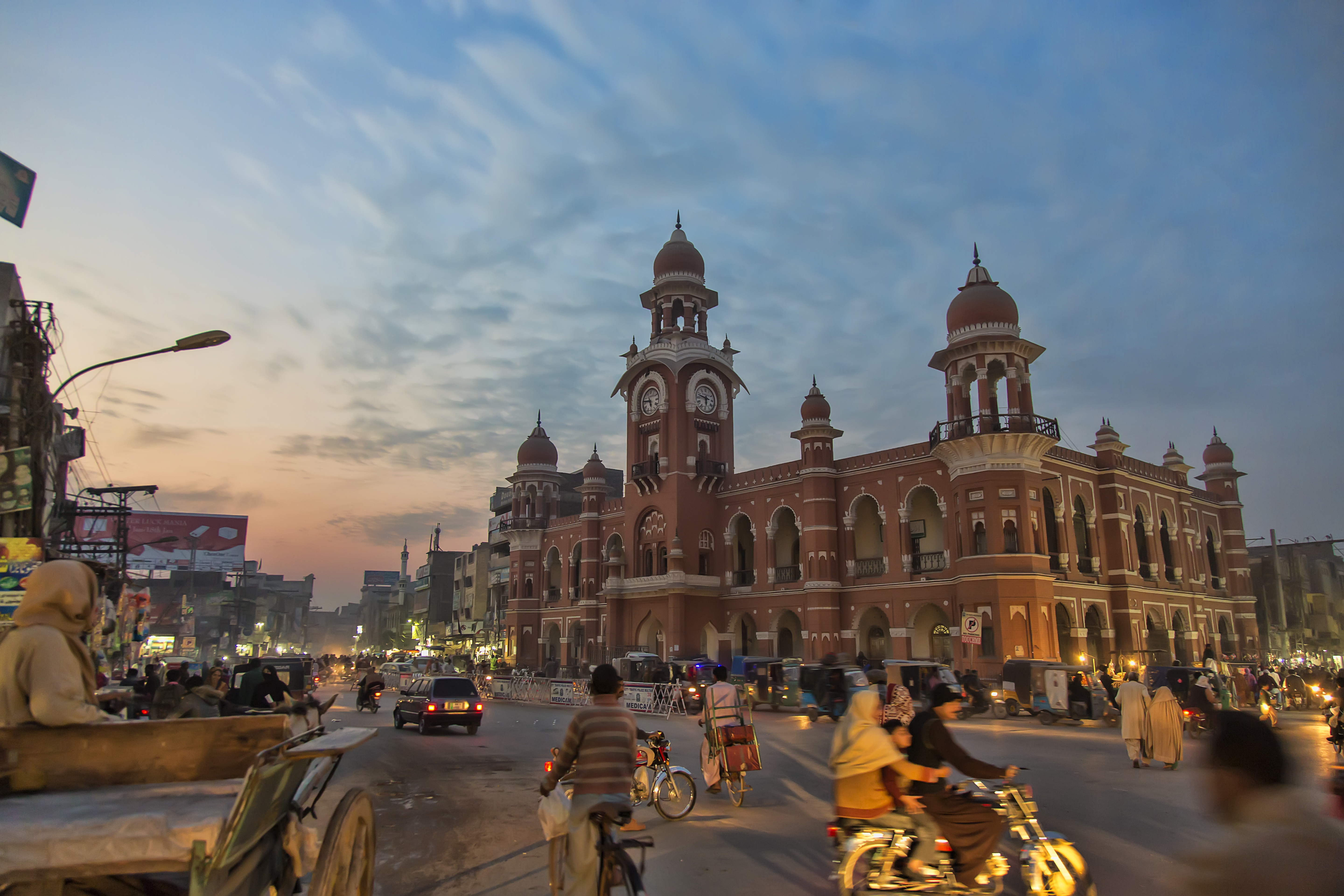
Vue intégrale